# یواس‌اس ماساچوست (بی‌بی-۲)
یواس‌اس ماساچوست (بی‌بی-۲) (به انگلیسی: USS Massachusetts (BB-2)) یک کشتی بود. این کشتی در سال ۱۸۹۳ ساخته شد.